# 友鵬勝尊
友鵬 勝尊（ゆうほう まさたか、1956年12月5日 - 2017年9月8日）は、大鵬部屋に所属した元大相撲力士。引退後は大鵬部屋を経て大嶽部屋に所属し日本相撲協会の世話人を務めていた。本名は長崎 勝。沖縄県宮古島市（旧・平良市）出身。最高位は西幕下筆頭（1987年1月場所）。得意技は押し。

## 来歴・人物
沖縄県立宮古高等学校で柔道を始め、沖縄県の新人戦で3位に入った。準決勝で対戦した相手の父親が大鵬部屋大阪後援会と知り合いだった縁で、1975年2月に大鵬が自ら宮古島までスカウトに来た。上京して一旗揚げたい気持ちが強まり、大鵬部屋に入門、高校は中退した。
1975年5月場所に「宮古島」の四股名で初土俵を踏む。そののち、「飛鳥王」を経て「勇鵬」の四股名で幕下に定着し、1987年1月場所では西幕下筆頭と関取まであと一歩に迫ったが、この場所を3勝4敗、十両昇進は果たせなかった。三段目に下がった1991年7月場所で負け越したのを機に、翌9月場所に出場せず現役を引退した。なお、「勇鵬」の四股名がUFOと係っているため、珍名の力士としても名が通っていた。一方、現役時代は「勇ましい相撲を取るよう」にとの願いで「勇鵬」世話人転身後は「友人が多くできるように」と「友鵬」と改めたと言うエピソードがある。
稽古熱心ではあったが、相撲が正直すぎて関取には届かなかった。弟弟子の大竜は部屋で勇鵬とよく三番稽古をしたが、「友鵬さんとは結構、取りやすかった。すぐに前ミツがいつも取れるのよ。友鵬さんにも『簡単に前ミツ取れるよ』と話したことがあるんだけど（笑）」と話し、やはり弟弟子の大若松は「何かわかっていれば、どうにかする。自分たちは精いっぱいの結果がそれまでだったということで、その事実を受け入れるしかないんです」と述べ、勇鵬の力士としての限界を示唆している。
入門時より大鵬親方からの信頼がとても厚く、引退後は世話人として協会に残って支え続けた。本場所中であった2013年1月19日に大鵬が急逝した際は、当日の朝食を終えた大鵬から「何で来ないんだ？」と電話があり、そのあと容態が急変し帰らぬ人となる。同年5月には、入門以来ずっと大鵬の付け人のような存在になり続け、また、家族同様に過ごした約38年間の思い出を振り返りながら、その逸話の数々をまとめた『人間大鵬幸喜のいい話』をベースボール・マガジン社から上梓した。その中で友鵬は、「厳しくもあり、優しくもあり、こだわりもたくさんあった。人間味あふれる素顔をお伝えしたいと思いました。僕はオヤジの弟子で幸せでした」と記している。
大鵬亡き後は、代替わりした大嶽部屋にて、同年7月場所に新十両となった大砂嵐の指導に力を注ぎ、その様子がスポーツ紙でたびたび報道されるようになる。大砂嵐は十両を2場所で通過し同年11月場所に新入幕を果たすが、友鵬は大砂嵐のために「幕内定着養成ギブス」と命名した斬新な稽古法を考案する。性格的に素直である大砂嵐に対しては、稽古以外にも力士としての立ち居振る舞いのしかたなど、大鵬から叩き込まれてきた教えの継承に努めた。取組相手によっては悪役にされてしまう外国出身力士であっても、言動に十分気をつけるなど礼儀を重んじることで、大相撲ファンに愛されるよう言い聞かせている。その一方で、内外から苦情が殺到し師匠の大嶽親方から禁止令の出たかち上げに関しては、勝つための武器として容認していた。
長年の経験で習得したちゃんこの味付けでは定評があり、角界一と言われた。
沖縄県に属する離島では、初の大相撲巡業となった「大相撲宮古島場所」の開催にあたって、その実現に寄与した地元出身の元力士・世話人として、2008年12月16日に宮古島市の同場所実行委員長から感謝状が贈られている。
2017年9月8日、稽古後に倒れて意識不明となり、同日7時、虚血性心不全のため都内の自宅で死去。60歳没。同月10日から本場所中となっていたため、現役の親方衆・力士たちは11日の通夜で友鵬との別れとなった。
この通夜には元横綱3代目若乃花の花田虎上や、元関脇高見山の渡辺大五郎らが弔問に訪れている。12日の葬儀では八角理事長や一門の貴乃花親方も弔問客を迎え、出棺後の挨拶で大嶽親方は「でも残されたボクは、きつかったこと、つらかったこと、誰と話せばいいの？　バカ！　友鵬！　大鵬さんと会ってんのかよ！」と嗚咽した。貴闘力曰く世話人にもかかわらず通夜にはたくさんの弔問客が訪れたという。また諸事情で7年間疎遠になっていた貴乃花と交友が復活した件を語っている。
同じ世話人である錦風真悟は友鵬の死去に際し、自身が現役の頃は地方場所の入り口であいさつの声が小さいと怒鳴られるなど、厳しくて怖いイメージの人物であったと語る一方、世話人になってからは「錦、たくさん仕事覚えろよー。おれが楽するから（笑）」と冗談交じりで笑顔で言ってくれたことも振り返っている。そんな錦風は「相撲の師匠は尾車親方ですが、世話人の師匠は友鵬さんです。友鵬さんの弟子になります」と慕うほどであった。
同年12月14日の沖縄・宮古島巡業最終日に親交のあった勧進元の提案で友鵬の追悼コーナーが設けられ、友鵬を題材にした相撲甚句を勢が歌った。同日、都内では落語を愛した友鵬のため桂米二、笑福亭銀瓶、桂ひろば、桂佐ん吉が寄席を行っており、追悼甚句を大至が歌っている。

## 通算成績
- 生涯成績：348勝331敗7休

### 場所別成績
| | 一月場所 初場所（東京） | 三月場所 春場所（大阪） | 五月場所 夏場所（東京） | 七月場所 名古屋場所（愛知） | 九月場所 秋場所（東京）   | 十一月場所 九州場所（福岡） |
| --- | ----------------------- | ----------------------- | ----------------------- | --------------------------- | ------------------------- | --------------------------- |
| 1975年 （昭和50年） | x                       | x                       | （前相撲）              | 西序ノ口13枚目 6–1          | 西序二段62枚目 4–3        | 東序二段40枚目 3–4          |
| 1976年 （昭和51年） | 西序二段56枚目 4–3      | 東序二段36枚目 4–3      | 東序二段10枚目 3–4      | 東序二段26枚目 4–3          | 東序二段6枚目 2–5         | 東序二段34枚目 4–3          |
| 1977年 （昭和52年） | 東序二段9枚目 5–2       | 東三段目63枚目 4–3      | 東三段目49枚目 4–3      | 西三段目34枚目 3–4          | 西三段目51枚目 5–2        | 西三段目16枚目 2–5          |
| 1978年 （昭和53年） | 西三段目39枚目 3–4      | 西三段目49枚目 4–3      | 西三段目38枚目 2–5      | 東三段目59枚目 5–2          | 西三段目32枚目 3–4        | 東三段目44枚目 3–4          |
| 1979年 （昭和54年） | 西三段目55枚目 3–4      | 東三段目68枚目 6–1      | 東三段目22枚目 4–3      | 西三段目11枚目 4–3          | 東三段目2枚目 3–4         | 西三段目17枚目 3–4          |
| 1980年 （昭和55年） | 西三段目29枚目 4–3      | 西三段目11枚目 4–3      | 東三段目筆頭 3–4        | 東三段目12枚目 4–3          | 東三段目筆頭 5–2          | 西幕下38枚目 1–6            |
| 1981年 （昭和56年） | 西三段目4枚目 3–4       | 東三段目16枚目 3–4      | 東三段目28枚目 4–3      | 西三段目13枚目 4–3          | 西幕下58枚目 4–3          | 東幕下47枚目 3–4            |
| 1982年 （昭和57年） | 東幕下59枚目 4–3        | 西幕下47枚目 5–2        | 西幕下31枚目 4–3        | 東幕下25枚目 3–4            | 東幕下37枚目 2–5          | 西幕下57枚目 4–3            |
| 1983年 （昭和58年） | 東幕下48枚目 2–5        | 東三段目17枚目 6–1      | 西幕下42枚目 4–3        | 東幕下33枚目 4–3            | 東幕下28枚目 3–4          | 西幕下38枚目 4–3            |
| 1984年 （昭和59年） | 東幕下26枚目 2–5        | 西幕下43枚目 3–4        | 西幕下56枚目 5–2        | 西幕下31枚目 5–2            | 西幕下16枚目 3–4          | 東幕下25枚目 3–4            |
| 1985年 （昭和60年） | 西幕下37枚目 3–4        | 東幕下49枚目 4–3        | 西幕下37枚目 3–4        | 東幕下52枚目 5–2            | 西幕下33枚目 3–4          | 東幕下43枚目 3–4            |
| 1986年 （昭和61年） | 東幕下58枚目 3–4        | 西三段目13枚目 5–2      | 東幕下46枚目 5–2        | 東幕下29枚目 5–2            | 東幕下14枚目 5–2          | 西幕下4枚目 4–3             |
| 1987年 （昭和62年） | 西幕下筆頭 3–4          | 東幕下6枚目 3–4         | 東幕下12枚目 2–5        | 東幕下29枚目 2–5            | 西幕下50枚目 3–4          | 西三段目3枚目 6–1           |
| 1988年 （昭和63年） | 西幕下35枚目 1–6        | 西三段目6枚目 4–3       | 西幕下51枚目 5–2        | 西幕下33枚目 4–3            | 西幕下24枚目 2–5          | 東幕下48枚目 5–2            |
| 1989年 （平成元年） | 西幕下28枚目 5–2        | 西幕下17枚目 3–4        | 東幕下26枚目 1–6        | 東幕下55枚目 4–3            | 東幕下41枚目 3–4          | 東幕下59枚目 5–2            |
| 1990年 （平成2年） | 西幕下40枚目 3–4        | 西幕下49枚目 4–3        | 東幕下37枚目 3–4        | 東幕下48枚目 4–3            | 西幕下34枚目 4–3          | 西幕下22枚目 4–3            |
| 1991年 （平成3年） | 東幕下14枚目 0–7        | 東幕下50枚目 2–5        | 東三段目16枚目 4–3      | 西三段目筆頭 2–5            | 東三段目27枚目 引退 0–0–7 | x                           |
| 各欄の数字は、「勝ち-負け-休場」を示す。 優勝 引退 休場 十両 幕下 三賞：敢=敢闘賞、殊=殊勲賞、技=技能賞 その他：★=金星 番付階級：幕内 - 十両 - 幕下 - 三段目 - 序二段 - 序ノ口 幕内序列：横綱 - 大関 - 関脇 - 小結 - 前頭（「#数字」は各位内の序列） |                         |                         |                         |                             |                           |                             |

## 出演

### テレビ
- ゆうどきネットワーク - 高架下の旅（NHK総合、2012年6月1日[26]）
- ゆうどきネットワーク - 東京☆旅スペシャル（NHK総合、2013年1月7日[27]）
- はなまるマーケット - とくまる 一流アスリートを支える食の秘密（TBS、2013年8月13日[28]）
- 所さんの学校では教えてくれないそこんトコロ! - 80港をガチめぐり！北海道の漁師がリアルに食べているあったか鍋を徹底調査（テレビ東京、2013年12月13日[29]）
- Nスタ - Nトク（TBS、2016年1月26日[18]）
- スーパーJチャンネル（テレビ朝日、2016年2月22日[30]）

### ラジオ
- 吉田照美 飛べ!サルバドール - サルバドール知恵袋（文化放送、2013年8月19日[31]）
- 友鵬勝尊（相撲協会世話人） 大鵬親方の教育方針（FMぐんま、2013年9月9日[32]）
- 友鵬勝尊（相撲協会世話人） 大鵬親方との思い出（FMぐんま、2013年9月15日[33]）
- 友鵬勝尊（相撲協会世話人） 著書『人間大鵬幸喜のいい話』について（FMぐんま、2013年9月19日[34]）

## 著書
- 『人間大鵬幸喜のいい話』ベースボール・マガジン社、2013年5月。ISBN 9784583105857。